# Tiadora Miric
Tiadora Miric (Toronto, 2 de maio de 1997) é uma jogadora de voleibol de praia canadense.

## Carreira
Em 2014 formava dupla com Sophie Bukovec e disputou a edição do Campeonato Mundial de Vôlei de Praia Sub-21 em Lárnaca  sagrando-se medalhista de ouro .